# Volume 6
《Volume 6》은 2001년 8월 1일 발매한 V6의 6번째 정규 앨범.

## 설명
- 앨범명에서 olume을 없애면 ‘V6’가 된다. 이것을 의도하기도 하였다.‘6’은 ‘V6’의 ‘6’, ‘6집’을 의미한다.
- 초회한정반에 특전으로 V6 볼펜 6종을 포함하였다. 그 외 육각형 모양의 액세서리를 포함하여 발매하였다.
- 초회한정반, 통상판으로 두 가지 타입으로 발매하였다.

## 수록곡
1. Hello
2. Top Checker/Coming Century feat.Yoshihiko Inohara
3. Ride on Love
4. 夏のメモリー/20th Century
5. 情熱のRainbow
6. JUST YOU CAN MAKE ME HIGH/Masayuki Sakamoto,Junichi Okada
7. キセキのはじまり（Sunset Breath Version）
8. X,T,C beat/20th Century feat.Ken Miyake
9. CHANGE THE WORLD
10. Over Drive/Hiroshi Nagano,Go Morita
11. 愛のMelody（long long a GO！GO！ MIX）
12. SHδDδ（Dub’s club Remix Edit）/Coming Century
13. ねむい休日
14. キセキのはじまり（Original Version） 
초회한정반 보너스 트랙
15. N.S Latin Disco Edit
  - 「CHANGE THE WORLD」〜「愛のMelody」〜「キセキのはじまり/SHδDδ」